# 49
Évszázadok: i. e. 1. század – 1. század – 2. század
Évtizedek: i. e. 1-es évek – 1-es évek – 10-es évek – 20-as évek – 30-as évek – 40-es évek – 50-es évek – 60-as évek – 70-es évek – 80-as évek – 90-es évek
Évek: 44 – 45 – 46 – 47 –  48 – 49 – 50 – 51 – 52 – 53 – 54

## Események

### Római Birodalom
- Quintus Veraniust (helyettese márciustól Lucius Mammius Pollio) és Caius Pompeius Longus Gallust (helyettese Quintus Allius Maximus) választják consulnak.
- Claudius császár engedélyt kér a szenátustól, hogy a vérfertőzést tiltó törvények ellenére feleségül vehesse unokahúgát, Agrippinát.
- Agrippina azzal vádolja a császár lányának, Claudia Octaviának vőlegényét, Lucius Junius Silanus Torquatust, hogy a húgával vérfertőző viszonyt folytat. Claudius felbontja az eljegyzést és öngyilkosságra kényszeríti Silanust.
- Claudius feleségül veszi unokahúgát, Agrippinát.
- Agrippina előző házasságából származó fiát, Nerót eljegyzik a császár lányával, Claudia Octaviával.
- Agrippina visszahívatja száműzetéséből Senecát, praetori tisztséget adományoztat neki és kinevezi Nero nevelőjének.
- Agrippina varázslással és tiltott jóslással vádolja Lollia Paulinát (Caligula harmadik feleségét, akinek neve korábban felmerült, amikor a megözvegyült Claudius feleséget keresett), akit előbb száműznek, majd öngyilkosságra kényszerítik.
- Claudius kiűzi a zsidókat Rómából.
- A pártus ellenzék Rómától kér segítséget a zsarnok király, II. Gotarzész ellen. Claudius a Rómában túszként nevelkedett Meherdatészt küldi, aki azonban vereséget szenved Gotarzésztől, fogságba esik, majd levágott füllel szabadon engedik.
- Összehívják a jeruzsálemi zsinatot (hozzávetőleges időpont).

### Kína
- Ma Jüan hadvezér (a vietnami lázadás leverője) a déli vulin törzsek ellen visel hadjáratot, de a seregében pusztító járvány őt is elviszi. Riválisai hamisan sikkasztással és hanyagsága által a járvány terjesztésével vádolják, mire Kuang Vu császár posztumusz elkobozza birtokait és megfosztja címeitől.

## Halálozások
- Lollia Paulina, Caligula császár felesége